# Hedvig Lindahl
Rut Hedvig Lindahl (Katrineholm, 29 aprile 1983) è un'ex calciatrice svedese, di ruolo portiere..
Plurititolata sia a livello di club che con le nazionali, dalle giovanili alla maggiore, ha giocato nel campionato svedese la prima parte della carriera, conquistando due Coppe di Svezia con il Linköping, passando poi a quello inglese dove ha vinto tre titoli di Campione d'Inghilterra e due FA Women's Cup, tutti con il Chelsea, per giungere infine, dopo quello tedesco, al campionato spagnolo, partecipando più volte alla UEFA Women's Champions League.
Dal 2002 al 2022 ha giocato 189 partite nella nazionale svedese, partecipando a quattro campionati mondiali, raggiungendo il terzo posto a Germania 2011 e Francia 2019, quattro europei e quattro Olimpiadi, vincendo due medaglie d'Argento ai Giochi di Rio de Janeiro 2016 e di Tokyo 2020.

## Carriera
Lindahl, che cresce con la famiglia a Marmorbyn, area urbana situata nel comune di Vingåker, contea di Södermanland, si appassiona al calcio fin da giovanissima, sport che praticava il padre giocando nell'IFK Norrköping negli anni settanta. All'età di 13 anni decide di concentrarsi sul diventare un calciatore professionista, e benché in precedenza avesse ricoperto i ruoli sia di portiere che di attaccante, alla fine scelse il primo per continuare la sua evoluzione nella disciplina sportiva. Nella prima parte della carriera venne selezionata per giocare nel Sörmland, squadra temporanea per la quale venivano selezionati i migliori giocatori di calcio del Södermanland in quella fascia di età.
La sua carriera ha una svolta nel 1998, quando si mette in luce a livello nazionale partecipando con la squadra del Sörmland a un'Elite Girls Camp a Halmstad. In quell'occasione grazie alle prestazioni espresse venne selezionata per l'Allstar Team, formazione che riunisce i migliori calciatori nati nel 1983, valutati su una scala di cinque punti, che benché raramente raggiunta fu il massimo punteggio assegnato a Lindahl.

### Club
Lindahl viene iscritta alla sezione calcistica del Gropptorps IF, società polisportiva con sede nei pressi di Katrineholm, nel Södermanland, dove inizia a giocare in una squadra maschile. In seguito ha cambiato società, indossando le maglie di Torp IF, DFK Värmbol e Tunafors SK.
Nel 2001 si trasferisce al Malmö FF, società che la ingaggia dopo essere stata scoperta dal Malmö e dall'allenatore della nazionale giovanile svedese Elisabeth Leidinge. Inserita nella rosa della prima squadra come vice del portiere titolare, nonché della nazionale, Caroline Jönsson, durante le sue tre stagioni al Malmö Lindahl trova poco spazio e ha terminato la stagione 2003 in prestito all'IF Trion.
Nel 2004 si trasferisce al Linköping, società con la quale disputa cinque stagioni ottenendo due Coppe di Svezia, i primi trofei ottenuti dalla squadra, nel 2006 e 2008, e come migliore risultato in campionato il secondo posto nella Damallsvenskan 2008.
Al termine della stagione si vede al centro dell'interesse da parte dei club professionistici statunitensi, tuttavia alla fine decide di abbandonare la società per firmare un contratto con il Kopparbergs/Göteborg nel 2009.

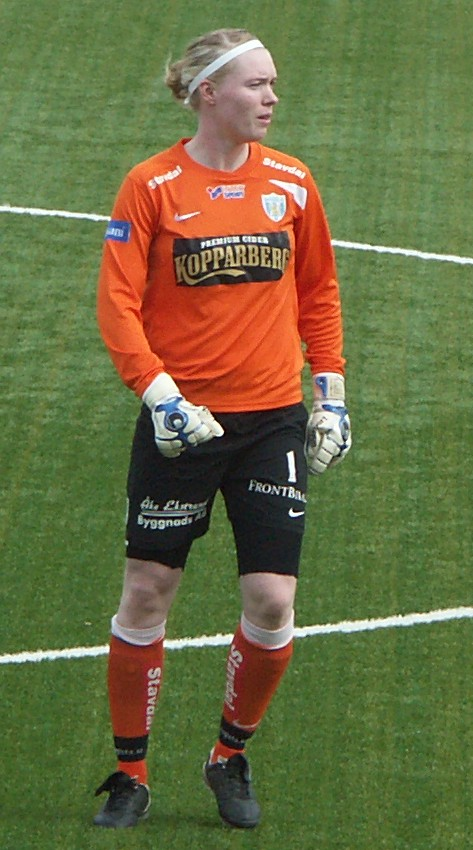
Lindahl con la maglia del Kopparbergs/Göteborg.

Nonostante i 21 incontri, su 43, senza subire reti nei campionati 2009 e 2010 con la squadra di Göteborg, il tecnico Torbjörn Nilsson non ritiene necessario il rinnovo del contratto per una terza stagione, di conseguenza Lindahl decide di trasferirsi al Kristianstads DFF in tempo per l'avvio della stagione 2011.
Con la società del piccolo centro della provincia della Scania rimane 4 stagioni, maturando sotto la guida tecnica di Elísabet Gunnarsdóttir 75 presenze in campionato, tutte in Damallsvenskan, e 9 in Coppa, e ottenendo come migliori risultati due quinti posti nei campionati 2012 e 2014 e disputando, perdendola per 2-1 con il Linköping, la finale di Coppa di Svezia 2013-2014.

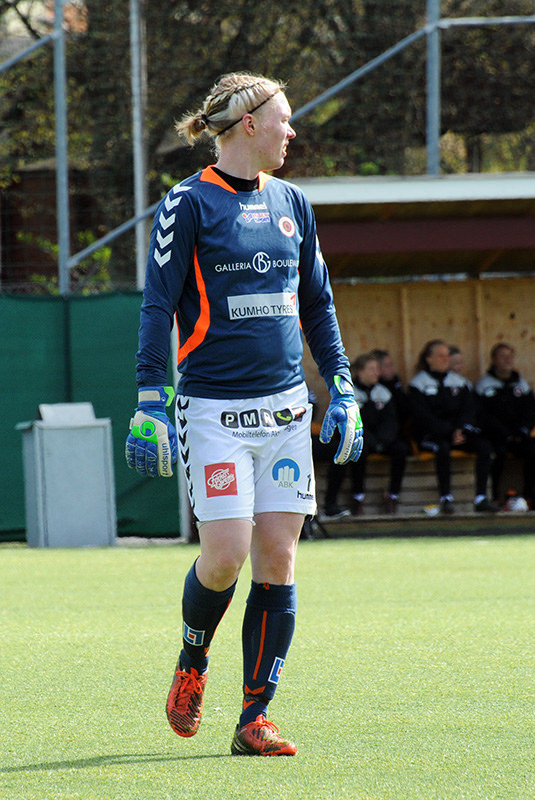
Lindahl con la maglia del nel maggio 2014.

Nel dicembre 2014 coglie l'opportunità di disputare il suo primo campionato all'estero, sottoscrivendo un contratto con il Chelsea per giocare in FA Women's Super League 1, livello di vertice del campionato inglese, dalla stagione entrante., ricevendo le lodi del suo coach Emma Hayes, dopo che i primi 5 incontri di campionato si erano per 4 volte chiusi senza subire reti avversarie, e indicandola come migliore portiere della FA WSL 1.
Nella finale di FA Women's Cup 2015, giocata per la prima volta al  Wembley Stadium, Lindahl contribuisce alla conquista della Coppa, primo importante trofeo femminile della società, impedendo alle avversarie del Notts County di recuperare il vantaggio delle Blues e chiudendo l'incontro sull'1-0 con rete di Ji So-yun al 39'. In quella stessa stagione è titolare nell'incontro del 4 ottobre che, battendo per 4-0 le avversarie del Sunderland, vede il Chelsea vincere anche il titolo di campione d'Inghilterra, ottenendo così anche il primo double della sua carriera sportiva. Lindahl resta legata alla società di Londra per quattro stagioni, annunciando nell'aprile 2019 che avrebbe lasciato il Chelsea alla fine della stagione 2018-2019.
Grazie ai successi ottenuti con il Chelsea Lindahl ha anche l'opportunità di disputare la UEFA Women's Champions League, trofeo continentale equivalente alla Chanpions League maschile, debuttando a livello internazionale a livello di club dopo che già aveva maturato esperienza con le nazionali svedesi, dai livelli giovanili alla nazionale maggiore. Fa il suo debutto nel torneo l'8 ottobre 2015, in occasione dell'incontro di andata dei sedicesimi di finale dell’edizione 2015-2016, dove la sua squadra supera, in casa, le campionesse di Scozia del Glasgow City per 1-0, giocando anche le altre tre partite fino all'eliminazione da parte delle tedesche del Wolfsburg. Gioca anche le tre edizioni successive, raggiungendo le semifinali nelle edizioni 2017-2018 e 2018-2019, con la squadra inglese eliminata in quelle occasioni rispettivamente dal Wolfsburg e dalle francesi dell'Olympique Lione.
Il 17 luglio 2019 firma un nuovo contratto annuale per giocare la stagione entrante con le campionesse di Germania in carica del Wolfsburg. Alternandosi tra i pali con Friederike Abt, Lindahl matura 17 presenze in campionato alle quali si aggiungono una presenza in Coppa di Germania e 3 in Champions League, condividendo con le compagne il percorso che vede la squadra di Wolfsburg ottenere il double campionato-Coppa e raggiungere la finale Champions League, persa per 3-1 con le detentrici dell'Olympique Lione.
Durante la sessione estiva di calciomercato l'Atlético Madrid, trovandosi costretto a sostituire Dolores Gallardo e la nazionale olandese Sari van Veenendaal, la prima trasferitasi all'Olympique Lione e la seconda tornata in patria accasandosi al PSV, riesce ad accordarsi con Lindahl per difendere la porta delle rojiblancas per la stagione 2020-2021. Benché prima dell'inizio di stagione subisca un infortunio al ginocchio destro che la costringe a disertare il terreno di gioco per l'operazione per ripristinare la lesione al menisco, lasciando l'estrema difesa all'altro acquisto estivo, la francese Pauline Peyraud-Magnin, ristabilitasi durante la fase invernale rientra da titolare in occasione della Supercoppa 2021, giocando entrambi gli incontri e festeggiando con le compagne la conquista del trofeo dopo aver battuto in finale il Levante per 3-0.
Nel 2022 è tornata in Svezia, andando a giocare al Djurgården per due stagioni consecutive in Damallsvenskan. Nel 2024 ha giocato per pochi mesi all'Eskilstuna United, dopo che il portiere titolare aveva subito un infortunio e la società era alla ricerca di una sostituta. Dopo aver giocato la sua ultima partita il 25 maggio 2024, si è ritirata dal calcio agonistico.

### Nazionale
Lindahl viene chiamata dalla federazione calcistica della Svezia (SvFF) per vestire le maglie delle nazionali giovanili fin dal 1999, dove debutta con la formazione Under-16 in un'amichevole con le pari età della rilevando tra i pali la pari ruolo Sandra Wahldén, per poi passare, dall'anno successivo, all'Under-17, squadra con cui matura 7 presenze tra amichevoli e edizione 2000 della Nordic Cup, cogliendo in quest'ultima il suo primo titolo, pur se non ufficiale, e il terzo per la federcalcio svedese battendo in finale la Germania per 2-1.
Nel 2001 inizia a indossare la maglia della formazione Under-19 con la quale debutta il 13 maggio di quell'anno, nell'amichevole persa in trasferta con il Belgio. Dopo una serie di amichevoli debutta anche nella sua prima competizione ufficiale UEFA, disputando la fase finale dell'Europeo 2002 di categoria, in quell'edizione giocato in Svezia, scendendo in campo da titolare in tutti i tre incontri disputati dalla sua nazionale prima di venire eliminata già alla fase a gironi.
Nel frattempo arriva anche la sua prima convocazione con la nazionale maggiore, chiamata dal Commissario tecnico Marika Domanski-Lyfors per l'amichevole del 23 gennaio 2002 come vice di Caroline Jönsson, scesa titolare, pareggiata 0-0 in casa della Spagna, senza tuttavia essere impiegata, facendo il debutto due giorni più tardi, nello stadio di La Manga, restando tra i pali per tutto l'incontro dove le svedesi battono l'Inghilterra per 5-0. Da quell'anno le convocazioni, pur senza essere impiegata si fanno sempre più frequenti.
Sempre nel 2002 iniziano le sue convocazioni nella formazione Under-21, maturando 15 incontri, tutti in amichevole, fino a maggio 2004.
Nel 2003 le presenze nella nazionale maggiore sono sempre più frequenti, venendo anche inserita in rosa con la squadra che disputa il Mondiale di Cina 2003 e nel quale è chiamata come terzo portiere al fianco di Jönsson e Sofia Lundgren. Impiegata solo in un'amichevole di preparazione, il 15 settembre, dove sostituisce Jönsson all'89' nell'incontro pareggiato 2-2 con le padrone di casa della Cina, siede in panchina negli incontri dei quarti di finale, vittoria per 2-1 con il Brasile, e semifinali, superando il Canada con il medesimo punteggio, condividendo con le compagne lo sconforto per la sconfitta in finale con la Germania.
Le convocazioni proseguono per tutto l'anno seguente e anche se il CT Domanski-Lyfors la impiega saltuariamente in amichevoli, la inserisce in rosa con la squadra che partecipa alle Olimpiadi di Atene 2004, sempre come vice di Jönsson che le viene preferita in tutti gli incontri disputati dalla sua nazionale fino all'eliminazione in semifinale.
Nel 2005 Domanski-Lyfors la chiama per l'Algarve Cup 2005, impiegata in due dei tre incontri della fase a gironi, e giudicandola oramai matura per il ruolo, inserita nella rosa per la fase finale dell'Europeo 2005 Lindahl debutta, da titolare, in un torneo ufficiale UEFA, giocando tutti i quattro incontri disputati dalla sua nazionale fino alla eliminazione da parte delle avversarie della Germania, vittoriose per 3-2 in semifinale ma solo dopo i tempi supplementari.

## Palmarès

### Club
- Campionato tedesco: 1

Wolfsburg: 2019-2020
- Campionato inglese: 3

Chelsea: 2015, 2017, 2017-2018
- Coppa di Germania: 1

Wolfsburg: 2019-2020
- FA Women's Cup: 2

Chelsea: 2014-2015, 2017-2018
- Coppa di Svezia: 2

Linköping: 2006, 2008
- Supercoppa spagnola: 1

Atlético Madrid: 2021

### Nazionale
- Algarve Cup: 3

2009, 2018 (condiviso con i Paesi Bassi), 2022
- Argento olimpico: 2

Rio de Janeiro 2016
Tokyo 2020